# Вудвілл (Каліфорнія)
Вудвілл (англ. Woodville) — переписна місцевість (CDP) в США, в окрузі Туларе штату Каліфорнія. Населення — 1680 осіб (2020).

## Географія
Вудвілл розташований за координатами 36°5′23″ пн. ш. 119°12′18″ зх. д. / 36.08972° пн. ш. 119.20500° зх. д. (36.089855, -119.204997).  За даними Бюро перепису населення США в 2010 році переписна місцевість мала площу 11,27 км², уся площа — суходіл.

## Демографія
Згідно з переписом 2010 року, у переписній місцевості мешкало 1740 осіб у 409 домогосподарствах у складі 367 родин. Густота населення становила 154 особи/км².  Було 425 помешкань (38/км²).
Расовий склад населення:
| - 77,3 % — білих - 1,8 % — корінних американців - 0,3 % — азіатів - 0,1 % — чорних або афроамериканців - 18,6 % — осіб інших рас |

До двох чи більше рас належало 1,9 %. Частка іспаномовних становила 88,8 % від усіх жителів.
За віковим діапазоном населення розподілялося таким чином: 35,9 % — особи молодші 18 років, 57,7 % — особи у віці 18—64 років, 6,4 % — особи у віці 65 років та старші. Медіана віку мешканця становила 26,5 року. На 100 осіб жіночої статі у переписній місцевості припадало 117,8 чоловіків;  на 100 жінок у віці від 18 років та старших — 120,1 чоловіків також старших 18 років.
Середній дохід на одне домашнє господарство  становив 46 682 долари США (медіана — 32 917), а середній дохід на одну сім'ю — 39 352 долари (медіана — 30 956). Медіана доходів становила 27 756 доларів для чоловіків та 25 250 доларів для жінок. За межею бідності перебувало 51,8 % осіб, у тому числі 69,3 % дітей у віці до 18 років та 36,1 % осіб у віці 65 років та старших.
Цивільне працевлаштоване населення становило 728 осіб. Основні галузі зайнятості: сільське господарство, лісництво, риболовля — 69,4 %, освіта, охорона здоров'я та соціальна допомога — 7,6 %, роздрібна торгівля — 4,0 %, оптова торгівля — 3,0 %.